# 夏のわすれもの feat.東京スカパラダイスオーケストラ/Love Letter
「夏のわすれもの feat.東京スカパラダイスオーケストラ/Love Letter」（なつのわすれもの フィーチャリング.とうきょう-/ラブ・レター）は、つるの剛士の1枚目のシングル。2010年6月9日にポニーキャニオンから発売された。
東京スカパラダイスオーケストラとコラボレーションした「夏のわすれもの feat.東京スカパラダイスオーケストラ」と、岸谷香の提供曲「Love Letter」の両A面シングルである。

## 解説
2009年4月にカバーアルバムでソロデビューしたつるの剛士の初のソロシングルで、初のオリジナル楽曲である。CD onlyとCD+DVDの2種形態での発売。ジャケットは両タイプとも東京スカパラダイスオーケストラとともに写っている。
J-POPのシングルCDによくあるオフヴォーカルバージョンは収録されていない。これは次作・次々作と2010年に発売された計3枚のシングルすべて同様である。
「夏のわすれもの」のテーマは“夏”。つるのは東京スカパラダイスオーケストラとは「昔から何かとご縁があった」と語っている。シングル発売以降に実際にセッションで披露されたのは自身主催のイベント『つるロックフェスティバル2010』での1度きりで、その後の単独コンサートツアー『ツるーリング2010』では「夏のわすれもの with ???」として事前の一般公募で選ばれた各地のホーン隊とのセッションで、2011年1月に日本武道館で開催された『ドリームジャンボつるの祭り』ではガールズホーンロックバンド・ピストルバルブとのセッションで披露された。
「Love Letter」のテーマは“大人の恋”。つるのがプリンセス・プリンセスの「M」を歌ったことから岸谷と親交を深め、楽曲提供が実現した。岸谷は「人間味のある、でも大人が歌う恋の歌を書きたいと思った」と語っており、つるのは「メールのやり取りをしながら仕上がった」と明かした。岸谷は曲中でエレクトリックシタールを演奏している。
CD発売時期に出演したテレビ番組では、すべて「Love Letter」の方を歌っている。同曲はUSENJ-POP総合チャートで3週連続1位を記録し、2010年の同チャート年間ランキングで2位となった。

## 収録曲

### CD
1. 夏のわすれもの feat.東京スカパラダイスオーケストラ
  - 作詞：谷中敦、作曲：沖祐市、編曲：東京スカパラダイスオーケストラ

日本テレビ系『スッキリ!!』2010年6月テーマソング。
『レコチョク』CMソング。
2. Love Letter
  - 作詞・作曲：岸谷香、編曲：鎌田雅人

### DVD
（CD+DVDのみ）
1. 夏のわすれもの feat.東京スカパラダイスオーケストラ （MUSIC VIDEO）
2. Love Letter （MUSIC VIDEO）